# Pilodonta subcrinita
Pilodonta subcrinita är en fjärilsart som beskrevs av Paul Dognin 1911. Pilodonta subcrinita ingår i släktet Pilodonta och familjen tandspinnare. Inga underarter finns listade i Catalogue of Life.